# Ann Scott
Ann Scott (Parijs,  3 november 1965) is een Franstalig postmoderne schrijfster. 